# Олкен, Сэмюэл

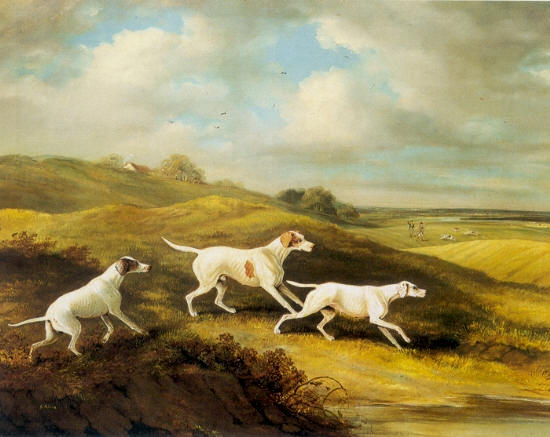
Пейзаж с пойнтерами

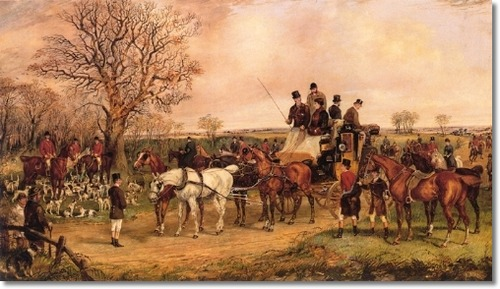
Сбор перед охотой

Сэмюэл О́лкен (англ. Samuel Alken, 22 октября 1756, Лондон — 9 ноября 1815, там же) — английский художник, иллюстратор и гравер.

## Биография
Представитель семьи известных английских художников Олкен. Три его сына — Джордж, Сэмюэл Генри и Генри — также были художниками.
С 1772 года обучался на скульптурном отделении Королевской академии художеств.
Один из наиболее известных в Англии гравёров в новой тогда в Европе технике акватинта. В 1779 г. издал труд «A New Book of Ornaments Designed and Etched by Samuel Alken».
Автор пейзажей, многочисленных картин на спортивную тему, сцен охоты, хотя некоторые его работы приписывают кисти его сына Генри Олкена.
Кроме того, Сэмюэл Олкен был популярным рисовальщиком и иллюстратором, помещавшим карикатуры и сатирические рисунки в британских печатных изданиях.

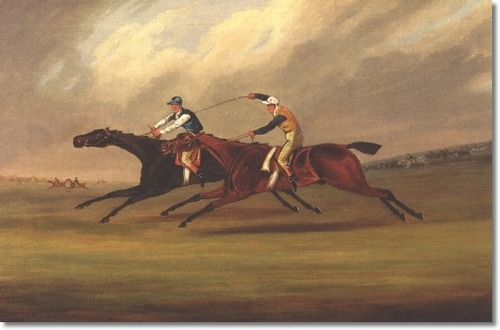
Скачки
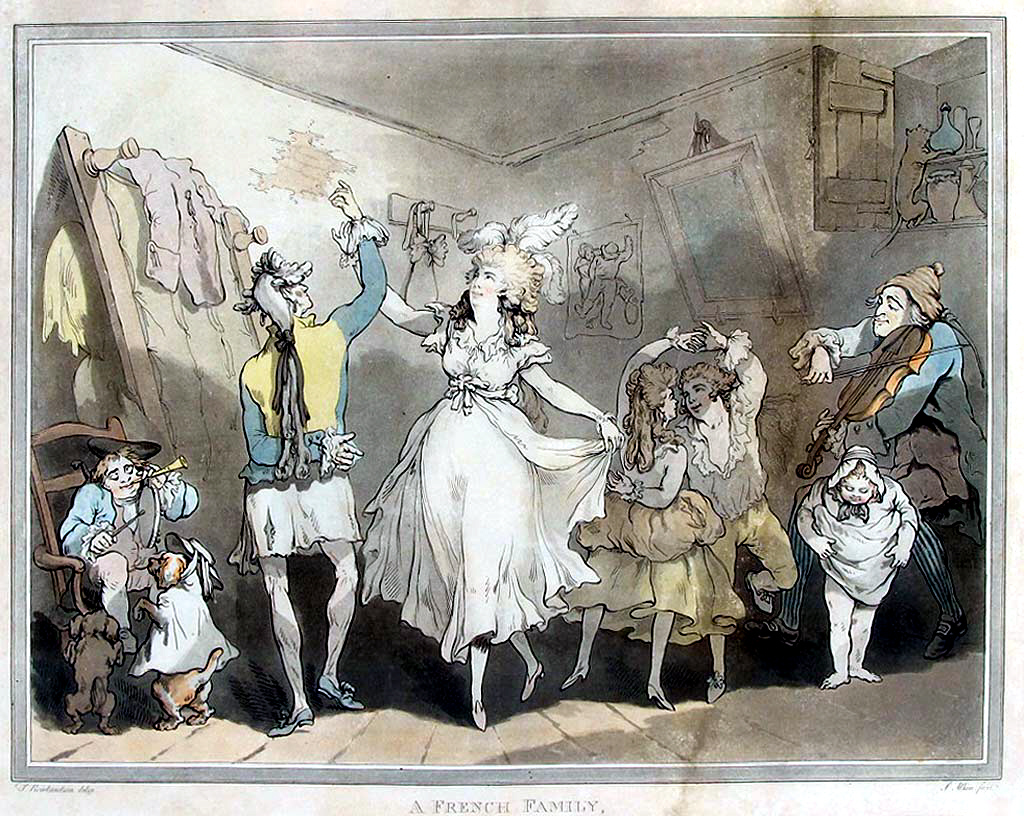
Французская семья. 1786
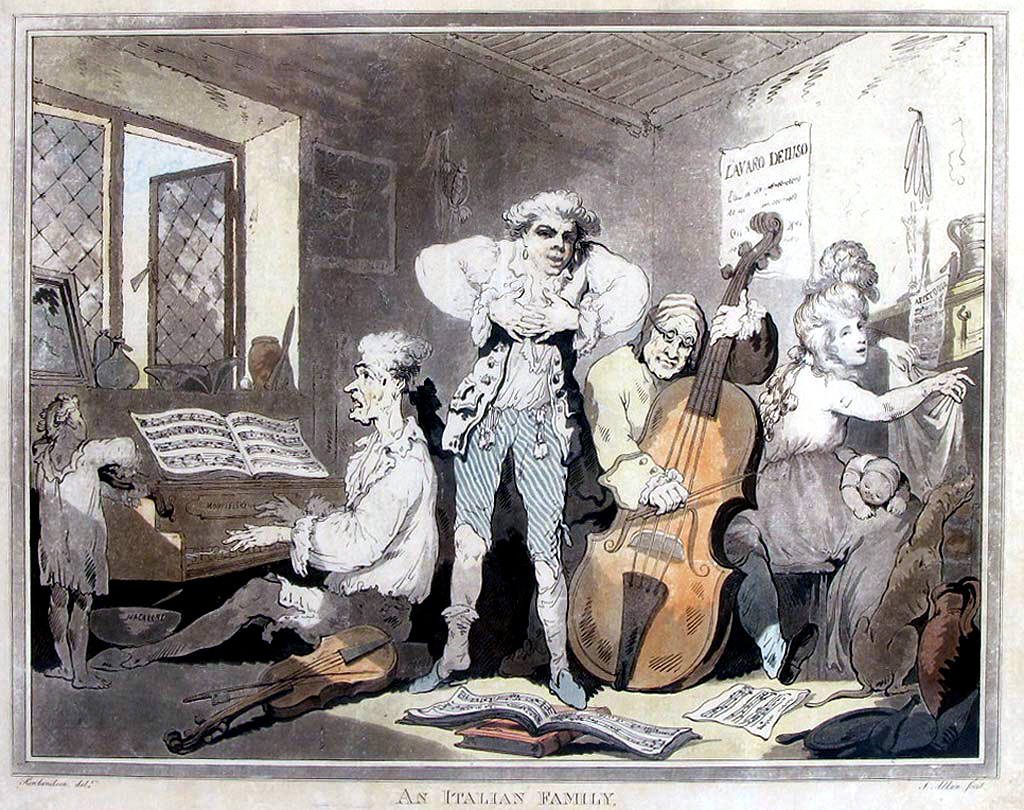
Итальянская семья. 1785
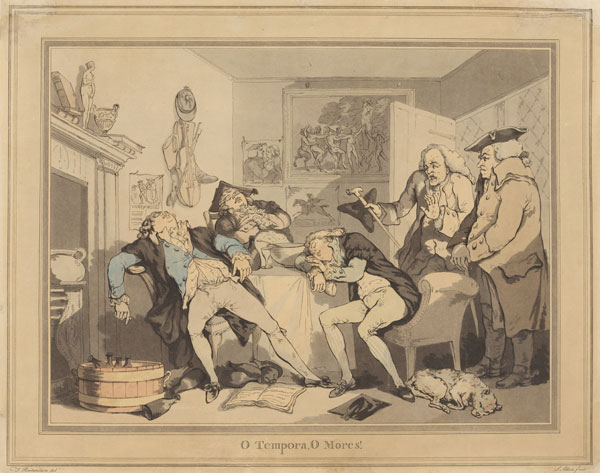
«О времена, о нравы!».1792